# Dwarkadhish-Tempel

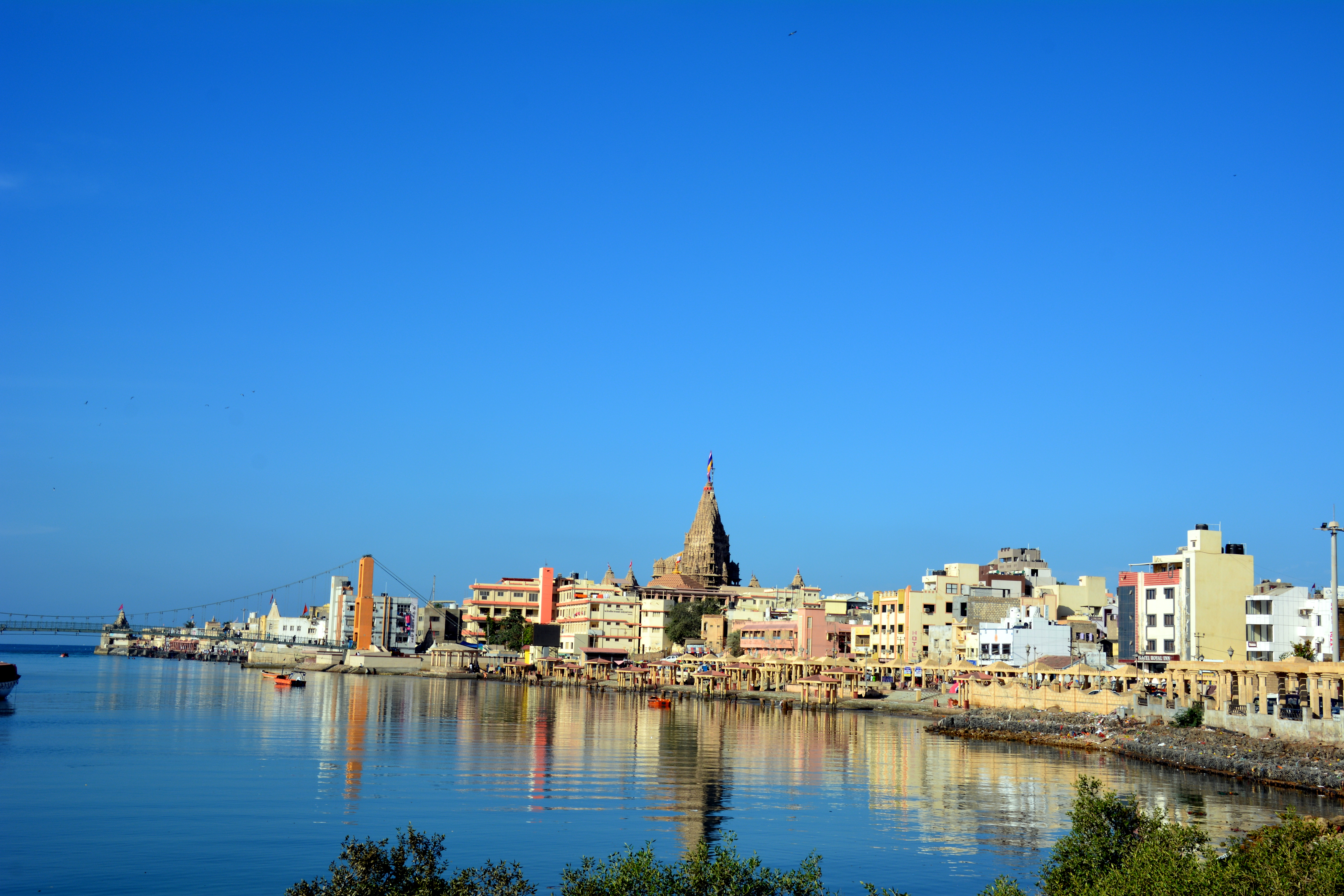
Dwarkadhish-Tempel an der Mündung des Gomti-Flusses in die Arabische See

Dwarkadhish-Tempel mit Nebentempeln

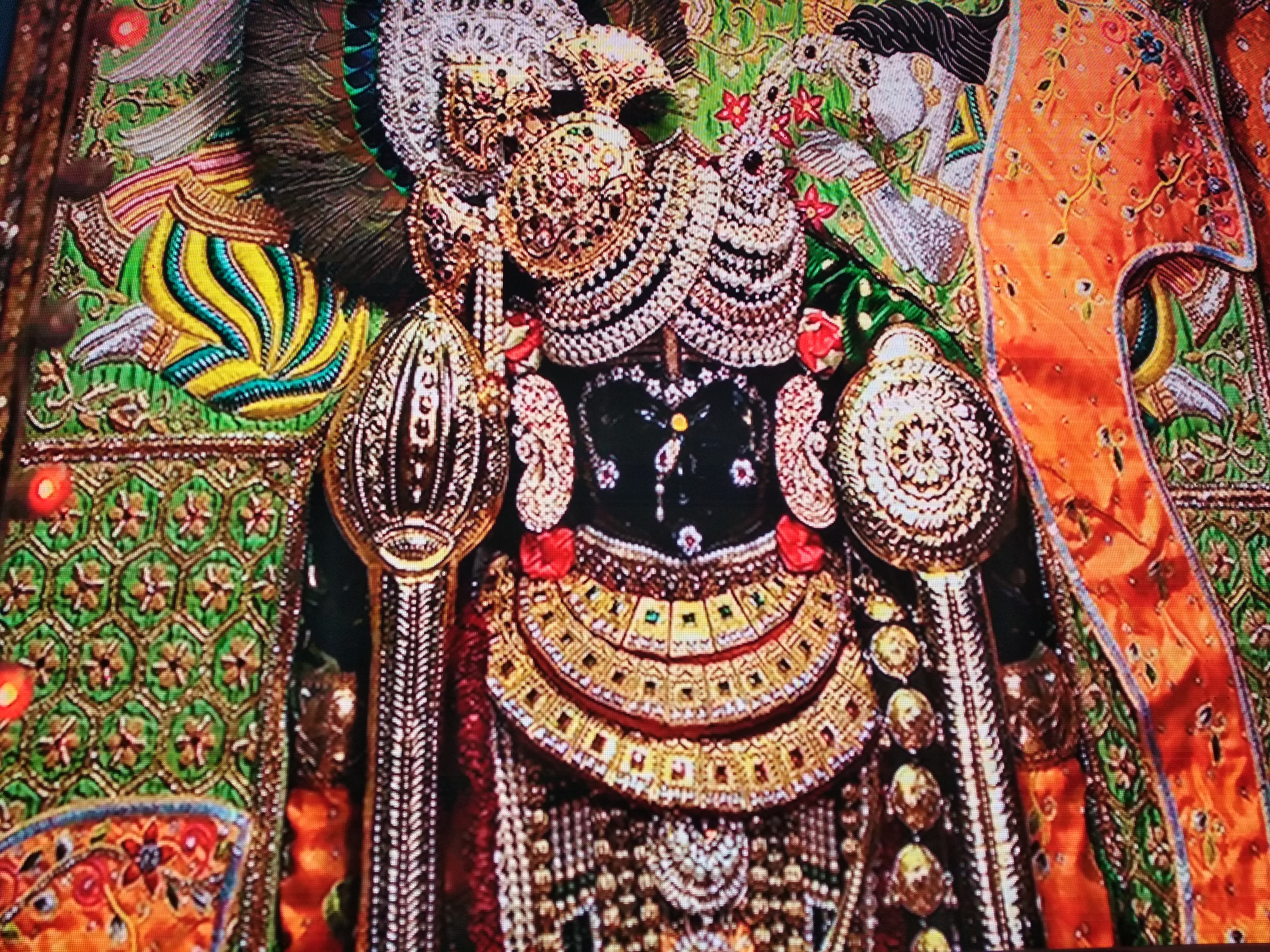
Kultbild im Dwarkadhish-Tempel

Der Dwarkadhish-Tempel (Hindi द्वारिकाधीश मंदिर = „König von Dwarka“) ist ein Hindutempel in der Stadt Dwarka im indischen Bundesstaat Gujarat. Er ist dem Gott Krishna geweiht und ist sowohl in religiöser als auch in architektonischer Hinsicht einer der bedeutendsten Tempel des Subkontinents. Er gehört zu den vier Tempeln des Char Dham und ist nur für Hindus zugänglich.

## Lage
Der Dwarkadhish-Tempel liegt nur etwa 200 m von Mündung des Flusses Gomti in die Arabische See entfernt an der Westspitze der Halbinsel Kathiawar/Saurashtra im Bundesstaat Gujarat.

## Geschichte
Die Geschichte des Tempels lässt sich angeblich bis auf das 5. oder 4. Jahrhundert v. Chr. zurückverfolgen; er wurde jedoch immer wieder verändert und vergrößert. Im Jahr 1162 stiftete der Mewar-Herrscher Rana Bhimsinhaji ein Gelände am Ufer des Gomti-Flusses; der Bau eines neuen Tempels begann wahrscheinlich kurz danach, doch wurde dieser im Jahr 1241 von den vordringenden islamischen Invasoren zerstört. Zu Beginn des 16. Jahrhunderts wurde das Kultbild des Tempels in Sicherheit gebracht. Um die Mitte des 16. Jahrhunderts begann man mit dem Tempelneubau, der jedoch im 18., 19. und 20. Jahrhundert weitere Umbauten erlebte, über deren Umfang nicht Genaues bekannt ist.

## Architektur
Grundsätzlich folgt der Aufbau des Dwarkadhish-Tempels dem der klassischen nordindischen Tempel – über eine Vorhalle (mandapa) erreichen die Gläubigen die von einem konischen 78 m hohen Turmaufbau (shikhara) überhöhte lichtlose Cella (garbhagriha), in der von Brahmanen-Priestern die eigentlichen Opferzeremonien und Kulthandlungen durchgeführt werden. Das Besondere am Dwarkadhish-Tempel ist seine überaus imposante viergeschossige Vorhalle, in der die Gläubigen sich vor oder nach den Zeremonien versammeln können.